# Irfon
Irfon är ett vattendrag i Wales. Det är ett högerbiflöde till Wye som den sammanflödar med i Builth Wells.